# たんていぶ
『たんていぶ THE DETECTIVE CLUB』（たんていぶ ザ・ディテクティブ・クラブ）は、ブーストオンより発売されているPlayStation Portable用ゲームソフト。ジャンルはアドベンチャーノベル。
全4巻発売で、2011年8月25日に第1巻『-探偵と幽霊と怪盗と-』が発売、以降、第2巻『-暗号と密室と怪人と-』が同年9月29日発売、第3巻『-廃部と絵画と爆弾と-』同年10月27日発売、最終巻『-失踪と反撃と大団円-』同年11月24日発売。

## あらすじ
小牧鋭太は不幸な星の下に生まれたかのような超不運な体質の持ち主だった。大王子学園に入学して10日たったある日、学食でトマトジュースを買いそのまま立ち去ろうとした瞬間、積んであったテーブルが鋭太目掛け崩れてきたのである。
その衝撃で意識を失い倒れてしまった鋭太の周りに集まった生徒たちは零れたトマトジュースを血と勘違いし大騒ぎ、気が付いた鋭太は誤解を解くも大事になってしまった空気に耐えきれずその場から立ち去ろうとした瞬間、女子生徒に呼び止められる。
探偵風な恰好をした女子生徒は鋭太に女子更衣室での窃盗容疑が掛かっている、事情聴取するから付いて来るようにと迫ってくる。文化部の部室棟に連行された鋭太は自称探偵と名乗る氷口真矢の矛盾だらけな推理で容疑を掛けられていると知り、自身の無実を証明すべく真矢と共に真犯人を見つける為、行動をともにすることになった。

## 登場人物

### メインキャラクター
小牧 鋭太（こまき えいた）
今作の主人公。大王子学園1年生。毎日確実に災難に巻き込まれてしまう超不運な体質の持ち主で、ついたあだ名が「避雷針」。幼少の頃から災難に巻き込まれ続けていたからか、危機回避能力が異常に高い。
上記の体質が原因で真矢から女子更衣室での窃盗容疑をかけられてしまう。事件後は不本意ながらも探偵部に所属する事になる。
将来は公務員になってリストラとは無縁の平穏な人生を送る事を望んでいるが、その不運な体質のせいでクラスメイト達からは「無理」と一蹴される。
氷口 真矢（ひぐち まや）
声 - 花澤香菜
今作のヒロインの一人。大王子学園1年生で探偵部部長。幼少の頃に読んだ探偵小説に感銘を受け、探偵になることを志し、探偵部を立ち上げる。しかし、肝心の推理はからきし。
探偵らしいハードボイルドを気取っているが、実際は純粋な乙女でかつ欠点を指摘されるとムキになる負けず嫌いな性格。その反面、すぐに事件に首を突っ込みたがる強い正義感と好奇心の持ち主である。
甘いものが好きでキャラメルを常備している。また、ケーキを食べると酔っ払うという妙な体質の持ち主。苦いものは苦手だが、人前では探偵のたしなみと称して無理してコーヒーをブラックで飲んだりしている（結局は苦さのあまり吹き出してしまう）。
鈴本 トラ（すずもと とら）
声 - 井口裕香
今作のヒロインの一人。大王子学園2年生。両親に溺愛され育てられた箱入り娘。その為、一般常識に疎く自由奔放な性格で授業は体育以外はサボることが多く授業に参加しても寝ているだけそんなことから周りから変人扱いされているが嫌われている訳でない。授業にはあまり参加していないが、成績は優秀で教員もどう扱っていいものか困惑するほどである。
女子更衣室盗難事件をきっかけで鋭太と真矢と出会い、探偵部のコーヒー係として入部する。嗅覚が優れており、良い匂いものには良く反応する。
多村井 夏（たむらい なつ）
声 - 茅原実里
今作のヒロインの一人。大王子学園3年生。常に無感情でクールな性格で、どんな状況でも動じない不屈な精神の持ち主。
ドSな毒舌家であり、不機嫌になると毒舌もすさまじくなる。一方では真矢に対してセクハラを行ったり、アダルト動画を視聴したりするなどの意外な一面も持つ。
機械いじりが趣味で、寮の部屋は機械で溢れかえっている。また、授業はほとんどサボっているが、成績は常にトップクラスを維持できるほど優秀である。

### サブキャラクター
三ツ星 アツシ（みつぼし あつし）
声 - 菅沼久義
鋭太の幼馴染で自称鋭太の大親友。大王子学園1年生。小学生時代に鋭太に助けられたことから鋭太を尊敬しており、大王子学園にも鋭太を追って入学してきたほど。ハンサムな上に優しい性格で口調も丁寧だが度々、ゲイのような発言をして鋭太を困惑させる。
小泉 祥子（こいずみ しょうこ）
声 - 沢城みゆき
新聞部部長だが「部長」と呼ばれることを嫌い「編集長」と呼ばせている。大王子学園3年生。好奇心旺盛でプロさながらの行動力とこだわりの持ち主。夏の知り合いであり、探偵部にも度々、情報提供を行う。情報料は有料だが、女子に対してはコスプレ写真を撮らせる事でも情報を提供しており、情報料やコスプレ写真の売上で部費を賄っている（新聞部は正式な部ではなく帰宅部の集まりのため、学園から部費が出ていない）。
高校3年生にしては幼児体型で本人もその事を気にしている。
瀬戸 啓（せと けい）
声 - 藤原啓治
大王子学園の保険医で探偵部の顧問。ことなかれ主義者で保健室に酒を持ち込むなど勤務態度も不真面目。強引に顧問にされた事もあり、探偵部の活動には関心が薄く、むしろ廃部になってくれる事を望んでいる。
かつては結婚していた事もあるそうだが、結局は妻と別れるハメになったという。
吉国 一男（よしくに かずお）
声 - 楠大典
大王子学園の守衛。温厚な性格で探偵部の面々にも協力的。
ソドム
声 - 高田初美
夏が作った小型ロボット。人工知能が搭載されているが、その人工知能がバッテリーを大量に食ってしまうため、3分間しか起動できない。
小金咲 紫苑（こがねさき しおん）
声 - 小林ゆう
学内組織「絢爛會」の会長。大王子学園3年生。侍女の凜を心から信頼しており、彼女に対して過保護な対応を取ることが多い。
奥山 凜（おくやま りん）
声 - 野水伊織
大王子学園2年生。紫苑の侍女で、メイド服を着ている。優しい性格で口調も丁寧。
栗栖 優子（くりす ゆうこ）
声 - 茅野愛衣
演劇部部員。大王子学園1年生。
鳳 小鳥（おおとり ことり）
声 - 清水愛
演劇部部員。大王子学園2年生。自他共に認める演劇部のエースで、人一倍プライドが高い。
天永 瑛子（あまなが えいこ）
声 - 富樫美鈴
演劇部部長。大王子学園3年生。役者として優れた才能があるわけではないが、責任感と統率力から部長に選ばれた。

## 主題歌
オープニングテーマ「TANTEI☆ラプソディ」
作詞・作曲 - 桃井はるこ / 編曲 - 上野浩司 / 歌 - アフィリア・サーガ・イースト